# Cyclaspis gezamuelleri
Cyclaspis gezamuelleri är en kräftdjursart som beskrevs av Petrescu 1998. Cyclaspis gezamuelleri ingår i släktet Cyclaspis och familjen Bodotriidae. Inga underarter finns listade i Catalogue of Life.